# Federico Pace

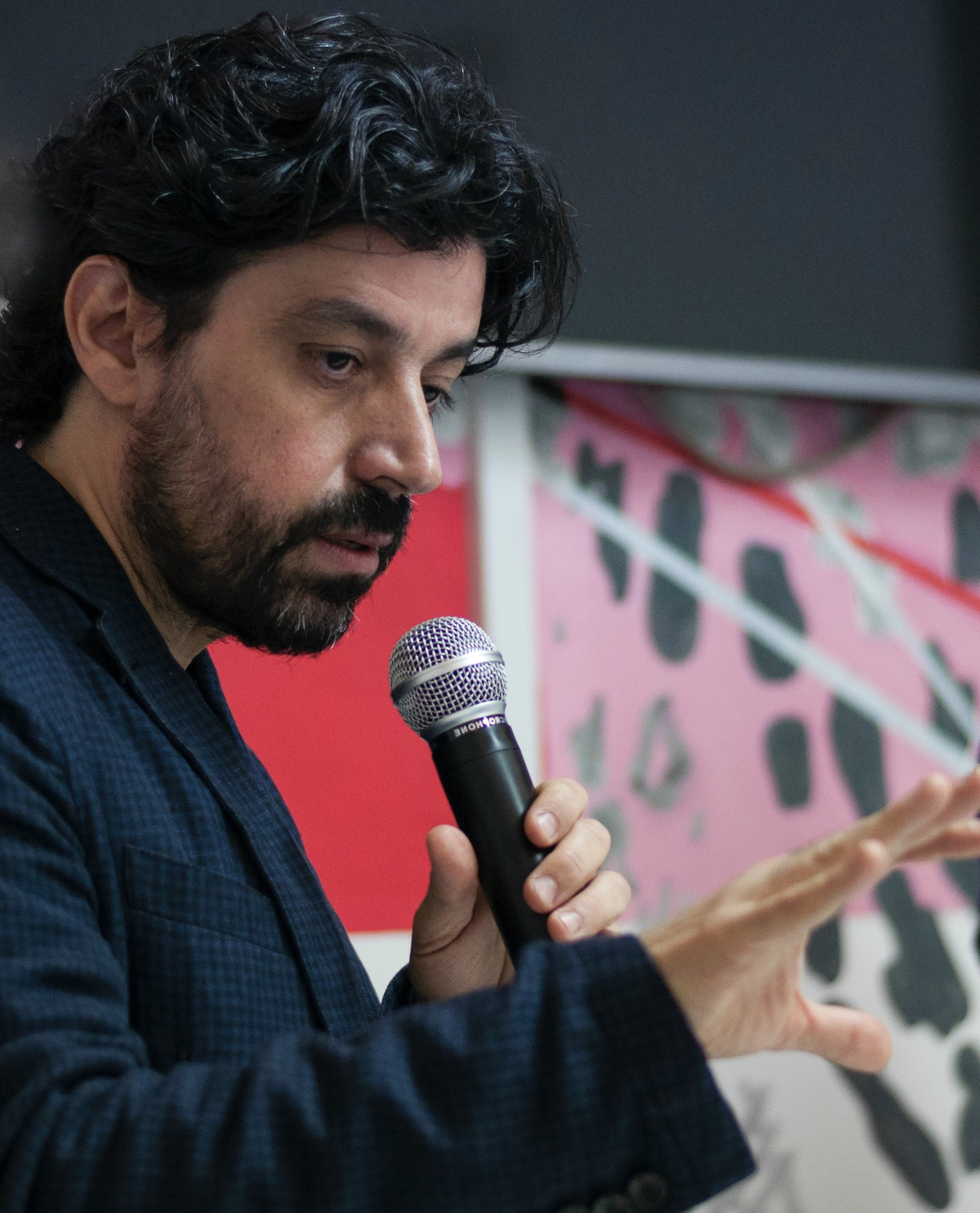
Federico Pace

Federico Pace (Roma, 18 giugno 1967) è uno scrittore e giornalista italiano.

## Carriera
Scrive per La Repubblica, dove indaga e racconta la condizione del lavoro precario giovanile. Tra il 2006 e il 2009 ha scritto per D - la Repubblica delle donne dei reportage sui giovani, sulle nuove tendenze del lavoro e sui viaggi.
Nel 2022 realizza per Repubblica la serie dal titolo L'estate che mi ha cambiato la vita.
Come scrittore esordisce nel 2008 per la casa editrice Giulio Einaudi Editore con il libro Senza volo. Storie e luoghi per viaggiare con lentezza, giunto a marzo 2017 alla sua settima edizione.
Nel giugno 2016 esce, per la Casa editrice Giuseppe Laterza & figli, il suo secondo libro, la raccolta di racconti di viaggio dal titolo La libertà viaggia in treno nella collana Robinson/Letture.  Lo scrittore Paolo Di Paolo su La Repubblica (quotidiano) lo ha inserito tra "i più interessanti esperimenti letterari di questi anni" di narrazione di viaggio.
Nel maggio 2017 esce, per la casa editrice Giulio Einaudi Editore, la raccolta di racconti dal titolo Controvento dove vengono narrate le storie di chi, come Frida Kahlo, David Bowie, Paul Gauguin, Fernando Pessoa, Keith Jarrett, Oscar Niemeyer e altri ancora, attraversando un ponte, mettendosi su una strada, salendo su un autobus, o un treno, ha trovato in un giorno, in un istante, il modo di cambiare e trasformarsi. Con il testo vince il Premio letterario Albatros Città di Palestrina - Giuria degli studenti. "Controvento", alla fine dell'anno, risulta tra i libri più venduti del 2017. Con il testo vince l'edizione 2020/2021 del Premio Letterario Vallombrosa.
Il 28 maggio 2019 pubblica, con la casa editrice Giulio Einaudi Editore, il suo quarto libro dal titolo Scintille. Una raccolta di racconti che esplora la natura incerta e vertiginosa dei legami e delle relazioni che segnano la vita di ciascuno. Con il testo vince il Premio Internazionale di Letteratura Città di Como 2019 e il Premio Ceppo Racconto per la 64' edizione del Premio Ceppo Pistoia.
Nel luglio 2020 esce, per la Casa editrice Giuseppe Laterza & Figli, il suo quinto libro, la raccolta di racconti di viaggio dal titolo Passaggi segreti nella collana Robinson/Letture. Con il testo è finalista del Premio nazionale di letteratura naturalistica Parco Majella.
Nel maggio 2022 esce, per la casa editrice Giulio Einaudi Editore, la raccolta di racconti dal titolo La più bella estate dove vengono narrate storie emblematiche di protagonisti, come Amy Winehouse, Carlos Kleiber, Vincent van Gogh, Vladimir Nabokov, Marilyn Monroe, Emil Cioran e altri ancora. Dal libro è stato ricavato un podcast in cinque puntate.

## Opere

### Libri
- “Senza volo. Storie e luoghi per viaggiare con lentezza” (Einaudi, 2008) ISBN 978-88-06-19207-5
- “Senza volo. Storie e luoghi per viaggiare con lentezza” (Einaudi, 2016) ISBN 978-88-06-22985-6
- “La libertà viaggia in treno” (Laterza, 2016) ISBN 978-88-58-12462-8
- “La libertà viaggia in treno” (Laterza, 2018) ISBN 978-88-58-13153-4
- “Controvento” (Einaudi, 2017) ISBN 978-88-06-23275-7
- “Scintille. Storie e incontri che decidono i nostri destini” (Einaudi, 2019) ISBN 978-88-06-24086-8
- “Passaggi segreti” (Laterza, 2020) ISBN 978-88-58-13968-4
- “La più bella estate” (Einaudi, 2022) ISBN 978-88-06-24763-8
- “Ogni cosa aveva un colore” (Einaudi, 2025) ISBN 978-88-06-26730-8

### Podcast
- La più bella estate, storie di una stagione in cui tutto è possibile (La Repubblica, 2022)

## Riconoscimenti
- Vincitore Premio Albatros Città di Palestrina - Giuria degli studenti 2018
- Vincitore Premio Internazionale di Letteratura Città di Como 2019
- Vincitore Premio Ceppo Racconto Premio Ceppo Pistoia 2020
- Vincitore Premio Letterario Vallombrosa 2020/21